# تونل سان برناردینو
تونل سان برناردینو (انگلیسی: San Bernardino Tunnel) یک تونل جاده‌ای در کشور سوئیس است.
این تونل که در جنوب شرقی سوئیس قرار دارد در سال ۱۹۶۷ تأسیس شده و ۶۵۹۶ متر طول دارد.

## نگارخانه

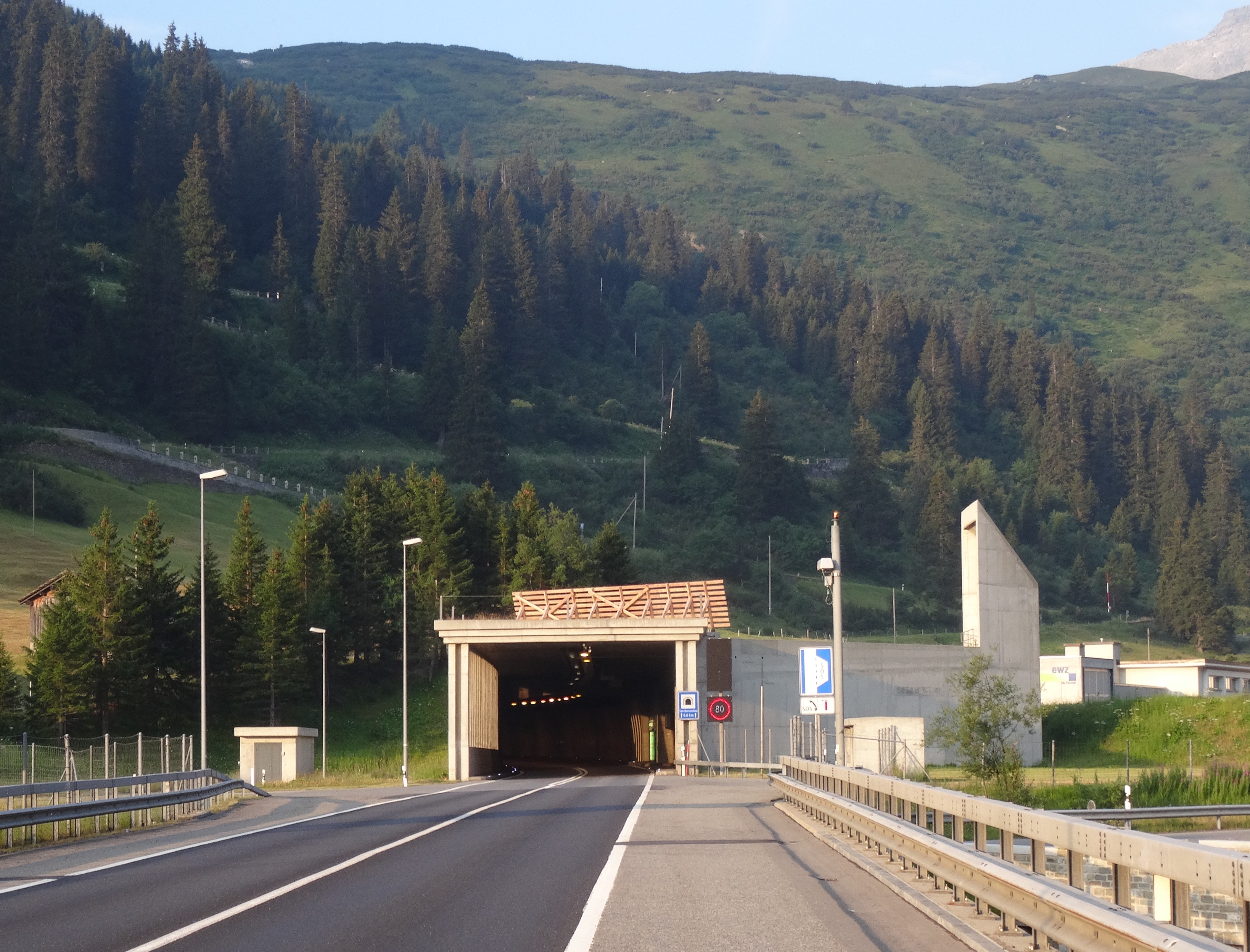
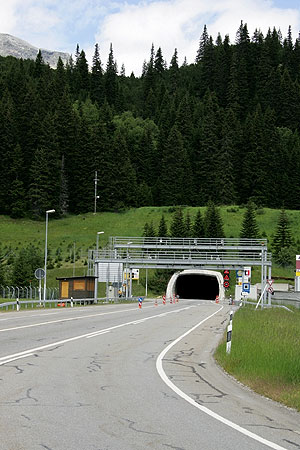